# 西郷村 (宮崎県)
西郷村（さいごうそん）は、宮崎県にあった村で、東臼杵郡に属する。
2006年1月1日、南郷村および北郷村と合併（新設合併）して美郷町となったことから地方公共団体としては消滅し、合併から2014年迄は地域自治区「西郷区」となっていた。

## 地理
村域は九州山地に含まれ、ほとんどが山林である。

## 歴史
- 1889年5月1日 - 町村制施行に伴い東臼杵郡田代村、小原村、立石村、山三ケ村が合併し西郷村が発足。
- 1948年4月1日 - 大字山三ケ村の一部を分離し、東臼杵郡南郷村に編入。
- 2006年1月1日- 東臼杵郡南郷村、北郷村と合併し、町制施行して美郷町となり消滅。

## 地域

### 教育

#### 小・中学校
- 西郷村立西郷中学校
- 西郷村立田代小学校
- 西郷村立小八重小学校
- 西郷村立山瀬小学校（休校中）

## 交通

### バス路線
- 宮崎交通

### 道路
- 国道327号
- 国道388号

## 名所・旧跡・観光スポット・祭事・催事
- 石峠レイクランド
- おせりの滝
- 御田祭：7月第1日曜日

## 出身有名人
- 小野葉桜（歌人）